# Blue for You
Blue for You — девятый студийный альбом британской группы Status Quo, выпущенный в марте 1976 года. На американском рынке распространялся под названием Status Quo. Последний альбом перед Just Supposin’ (1980), который группа спродюсировала самостоятельно. Последующие альбомы были поп-ориентированы в звучании.

## Об альбоме
Отдельно выпущенная в виде сингла песня Парфитта «Rain» в феврале 1976 года сумела достичь 7-го места в чартах Великобритании. Би-сайдом к синглу стала неальбомная песня «You Lost the Love», написанная Росси и Янгом.
Спустя месяц состоялся релиз самого альбома. Ему удалось занять 1-е место в британских чартах и продержаться там в течение трёх недель.
Перезаписанная версия песни Парфитта «Mystery Song» была выпущена в качестве второго сингла в июле того же года и несколько месяцев спустя смогла достичь 11-го места в чартах. В качестве би-сайда к нему добавлена песня Парфитта и Ланкастера «Drifting Away», вошедшая ещё в альбом 1974 года Quo.
В декабре 1976 года группа решила выпустить в качестве сингла кавер-версию песни «Wild Side of Life», известной ещё в исполнении Hank Thompson and His Brazos Valley Boys и написанной Арли Картером и Уильямом Уорреном. Би-сайдом к песне стала новая песня, написанная в авторстве Парфитта и Ланкастера — «All Through the Night». Синглу удалось достичь 9-й позиции в чартах.

## Список композиций
| №  | Название                | Автор(ы)                      | Длительность |
| -- | ----------------------- | ----------------------------- | ------------ |
| 1. | «Is There a Better Way» | Фрэнсис Росси, Алан Ланкастер | 3:30         |
| 2. | «Mad About the Boy»     | Фрэнсис Росси, Боб Янг        | 3:32         |
| 3. | «Ring of a Change»      | Фрэнсис Росси, Боб Янг        | 4:21         |
| 4. | «Blue for You»          | Алан Ланкастер                | 4:15         |
| 5. | «Rain»                  | Рик Парфитт                   | 4:20         |

| №  | Название         | Автор(ы)                      | Длительность |
| -- | ---------------- | ----------------------------- | ------------ |
| 1. | «Rolling Home»   | Фрэнсис Росси, Алан Ланкастер | 3:05         |
| 2. | «That’s a Fact»  | Фрэнсис Росси, Боб Янг        | 4:22         |
| 3. | «Ease Your Mind» | Алан Ланкастер                | 3:30         |
| 4. | «Mystery Song»   | Рик Парфитт, Боб Янг          | 6:44         |

| №  | Название                           | Автор(ы)                      | Длительность |
| -- | ---------------------------------- | ----------------------------- | ------------ |
| 1. | «You Lost the Love»                | Фрэнсис Росси, Боб Янг        | 3:01         |
| 2. | «Mystery Song» (Single Version)    | Рик Парфитт, Боб Янг          | 3:58         |
| 3. | «Wild Side of Life»                | Арти Картер, Уильям Уоррен    | 3:15         |
| 4. | «All Through the Night»            | Фрэнсис Росси, Алан Ланкастер | 3:20         |
| 5. | «Wild Side of Life» (Demo Version) | Арли Картер, Уильям Уоррен    | 3:49         |

## Участники записи
Список составлен в соответствии с информацией базы данных Discogs.
| Status Quo: - Фрэнсис Росси — гитара, вокал - Рик Парфитт — гитара, клавишные, вокал - Алан Ланкастер — бас, гитара, вокал - Джон Коглан — ударные Приглашённые музыканты: - Энди Баун — фортепиано (в песнях «Mad About the Boy» and «Ease Your Mind») - Боб Янг — губная гармошка (в песне «Rolling Home») | Технический персонал: - Status Quo — музыкальный продюсер - Деймон Лион-Шоу — музыкальный продюсер, звукорежиссёр - Хью Джонс — звукорежиссёр - Мелвин Абрахамс — инженер мастеринга и нарезки лакового слоя - Джек Вуд — дизайнер - Кейт Макмиллан — фотограф - Терри О’Нилл — фотограф |

## Позиции в хит-парадах и коммерческие показатели
| Год       | Хит-парад                                  | Высшая позиция | Пребывание в чарте |
| --------- | ------------------------------------------ | -------------- | ------------------ |
| 1976—1977 | Австралия (Kent Music Report)              | 3              | нет данных         |
| 1976—1977 | Великобритания (UK Albums Chart)           | 1              | 30 недель          |
| 1976—1977 | Канада (RPM Albums Chart)                  | 85             | 2 недели           |
| 1976—1977 | Нидерланды (Nationale Hitparade LP Top 20) | 2              | 12 недель          |
| 1976—1977 | Новая Зеландия (RMNZ)                      | 9              | 10 недель          |
| 1976—1977 | Финляндия (Suomen virallinen lista)        | 17             | 11 недель          |
| 1976—1977 | Франция (SNEP)                             | 4              | 62 недели          |
| 1976—1977 | ФРГ (Offizielle Top 100)                   | 15             | 8 недель           |
| 1976—1977 | Швеция (Sverigetopplistan)                 | 3              | 8 недель           |
|           |                                            |                |                    |
| 2017      | Великобритания (Rock & Metal Albums Chart) | 21             | 1 неделя           |

| Хит-парад (1976)               | Позиция |
| ------------------------------ | ------- |
| Австралия (Kent Music Report)  | 20      |
| Великобритания (Gallup Poll)   | 28      |
| ФРГ (Jahrescharts Deutschland) | 28      |

| Регион | Сертификация  | Продажи  |
| --- | ------------- | -------- |
| Австралия (ARIA) | 3× Платиновый | 150 000^ |
| Великобритания (BPI) | Золотой       | 100 000^ |
| Испания (PROMUSICAE) | Золотой       | 50 000^  |
| Новая Зеландия (RMNZ) | Платиновый    | 15 000^  |
| Нидерланды (NVPI) | Золотой       | 25 000   |
| Франция (SNEP) | Золотой       | 100 000* |
| * Данные о продажах приведены только на основе сертификации. ^ Данные о тиражах приведены только на основе сертификации. |               |          |